# Geoffrey FitzClarence (5e comte de Munster)
Geoffrey William Richard Hugh FitzClarence, 5e comte de Munster, (17 février 1906-26 août 1975) est un pair britannique et un homme politique conservateur.

## Jeunesse
Il est le fils du major Harold Edward FitzClarence, septième fils de William FitzClarence (2e comte de Munster), et de son épouse, Frances Isabel Eleanor Keppel (1874–1951), dont le grand-père paternel, William Arnold Walpole Keppel, est un arrière-petit-fils de William Keppel (2e comte d'Albemarle). Il fait ses études à la Charterhouse School. Le 2e comte est le fils de George FitzClarence (1er comte de Munster), l'aîné des enfants illégitimes de Guillaume IV du Royaume-Uni et de sa maîtresse Dorothea Jordan.

## Carrière politique
Il succède à son oncle Aubrey FitzClarence (4e comte de Munster) comme cinquième comte de Munster en 1928 et prend son siège sur les bancs conservateurs à la Chambre des lords. En 1934, il est nommé Lord-in-waiting (whip du gouvernement à la Chambre des lords) dans le gouvernement national de Ramsay MacDonald, poste qu'il occupe jusqu'en 1938, les trois dernières années sous le mandat de premier ministre, d'une part de Stanley Baldwin et d'autre part de Neville Chamberlain. En juin 1938, Chamberlain le nomme Paymaster-General, poste qu'il occupe jusqu'en janvier 1939, date à laquelle il est nommé sous-secrétaire d'État à la guerre. Il conserve ce poste jusqu'en septembre 1939.
Il retourne au gouvernement en janvier 1943 lorsque Winston Churchill le nomme Sous-secrétaire d'État à l'Inde, poste qu'il occupe jusqu'en octobre 1944, puis est sous-secrétaire d'État au ministère de l'Intérieur jusqu'en juillet 1945, lorsque le parti travailliste arrive au pouvoir. Lorsque Churchill devient Premier ministre pour la deuxième fois en 1951, Munster est nommé sous-secrétaire d'État aux Colonies, poste qu'il conserve jusqu'en 1954, puis est ministre sans portefeuille entre 1954 et 1957. En 1954, il est admis au Conseil privé.
Outre sa carrière politique, Lord Munster est également Lord Lieutenant du Surrey de 1957 à 1973. En 1957, il est nommé Chevalier Commandeur de l'Ordre de l'Empire britannique (KBE).

## Vie privée

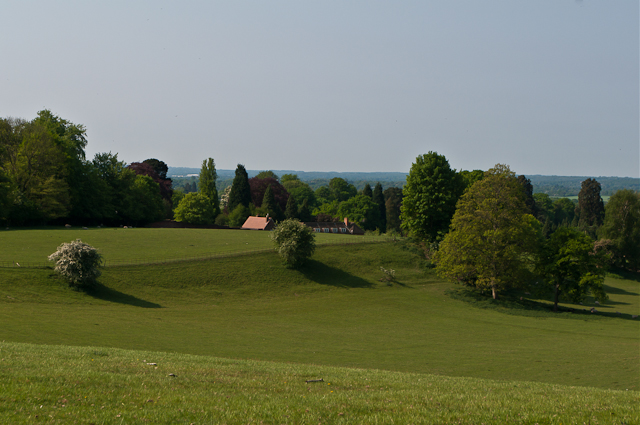
Le domaine familial dans le Greensand Ridge dans la paroisse de Bletchingley dans le Surrey

Lord Munster épouse Hilary Wilson en 1928. Il est décédé en août 1975, âgé de 69 ans, et est remplacé dans ses titres par son cousin, Edward Charles FitzClarence, 6e comte de Munster.
Hilary, Lady Munster, est une musicienne accomplie qui, en 1958, fonde la Comtesse de Munster Musical Trust ; elle est décédée en 1979 tout comme son mari, à Sandhills, Bletchingley. La maison qui avait à l'époque plus de 10 acres a été construite en 1893 par Mervyn Macartney dans un style Tudor et est protégée par la loi britannique avec une inscription de catégorie II ,.